# Ellen Fokkema
Ellen Fokkema (febbraio 2001) è una calciatrice olandese, centrocampista del Foarút.

## Carriera

### Giovanili
Fin dall'età di cinque anni ha giocato nella squadra di quarta divisione del campionato olandese VV Foarút, aggregata alla squadra maschile grazie al regolamento della Federazione olandese che permette la formazione di quadre miste fino ai 18 anni e 11 mesi. La società, una volta che lei è divenuta maggiorenne, ha tentato di aggregarla alla squadra maschile anche dopo il compimento della maggiore età, ma il primo tentativo del febbraio del 2019 non è andato a buon fine. A dicembre dello stesso anno la sua società ha tentato nuovamente di farla aggregare ai maschi, anche stavolta senza successo. Al terzo tentativo, il 4 agosto del 2020 è stato dato il via libera modificando il regolamento vigente dal 1986: si tratta di un risultato storico e unico al mondo.

### Club
L'esordio in prima squadra è avvenuto il 29 agosto 2020 nella partita contro il Beetgum vinta per 2-1, subentrando al 60'.